# Madana Kabira
Madana Kabira – wieś w Syrii, w muhafazie Aleppo, w dystrykcie Manbidż. W 2004 roku liczyła 945 mieszkańców.